# Neocheiridium africanum
Espèce
Neocheiridium africanum est une espèce de pseudoscorpions de la famille des Cheiridiidae.

## Distribution
Cette espèce est endémique du Kenya. Elle se rencontre vers Warges.

## Description
Les femelles mesurent de 1,00 à 1,04 mm.

## Étymologie
Son nom d'espèce lui a été donné en référence au lieu de sa découverte, l'Afrique.

## Publication originale
- Mahnert, 1982 : Die Pseudoskorpione (Arachnida) Kenyas 2. Feaellidae; Cheiridiidae. Revue Suisse de Zoologie, vol. 89, no 1, p. 115-134 (texte intégral).